# Temelucha cookii
Temelucha cookii är en stekelart som först beskrevs av Weed 1888.  Temelucha cookii ingår i släktet Temelucha och familjen brokparasitsteklar. Inga underarter finns listade i Catalogue of Life.